# Methos
Methos a legidősebbként számon tartott halhatatlan a Hegylakó című sorozatban. A képernyőn Peter Wingfield alakítja. Az ember azt hinné, hogy valaki, aki már több mint ötezer évet megélt kiváló vívó és félelmetes harcos, aki minden ellenfelét legyőzi és mindenki retteg tőle. Ám Methos nem ilyen. Bár a vívási technikájának hatékonyságához nem fér kétség, nem ennek köszönheti, hogy ilyen magas kort élt meg. A legöregebb halhatatlan titka a rejtőzködés. A legtöbben pusztán csak egy mítosznak vélik. Így hatalmas biztonságot nyert magának. Saját bevallása szerint 1995. március 6. előtt kétszáz évig még csak kardot sem rántott.

## Élete
A legöregebb halhatatlanról nagyon keveset tudunk, azt is csak a saját elbeszéléseiből. Még ő maga sem tudja, hogy mikor és hol született. Első emléke, hogy Kr. e. 3000 környékén vette a fejét az első halhatatlannak. Ezután sajnálatos módon rákapott a vér ízére.
Kr. e. 1500-ban három „testvérével” a nála évezredekkel fiatalabb Kronosszal, Silasszal és Caspiannal együtt fosztogatták két kontinens földjét. Ma már csak úgy ismerik őket, mint a Négy Lovas. Ötszáz éves tombolásuk alatt rengeteg ártatlan nőt és gyermeket öltek meg. Kronos kioltotta az életét egy fiatal lánynak, Cassandrának, aki így halhatatlaná vált és Methos rabszolgája lett, ám később megszökött. Kr. e. 1000 környékén Methosnak elege lett az értelmetlen vérontásból, elhagyta társait és így véget vetett a Négy Lovas tombolásának.
Ezután évezredekig élt árnyékban. Tőle tudjuk hogy Kr. e. 1184-ben személyesen találkozott a Trójában Szép Helénával, Kr. e. 470 és 390 között Szókratész barátja volt, Kr. e. 372 és 289 között Kínában élt Konfuciusz tanítványával Menciusszal, ismerte Julius Caesart, Kleopátrát és Nérót. 93-ban Rómában látta a keresztényüldözés legkeményebb korát és a kegyetlen kivégzéseket. 1368-1644 Kínában élt a Ming-dinasztia birodalmában. 1808-ban Benjamin Adams néven orvos volt New Orleans-ban. 1900 körül a vadnyugatot járta Butch és a Sundance kölyök társaságában. 1960 és 1990 között a Rolling Stones együttessel turnézott.
A Figyelők sohasem tudtak a nyomára akadni. 1995-ben egy kegyetlen halhatatlan,  Kalas elhatározta, hogy felkeresi a legidősebb halhatatlant, és a fejét véve olyan erőhöz jut, amivel legyőzheti Duncan MacLeodot. Hogy ezt megakadályozza, MacLeod is Methos nyomába eredt. Barátja, Joe Dawson elküldte egy Figyelőhöz, Adam Piersonhoz, aki egy személyben végzi a bujkáló Methos utáni kutatást. MacLeod a nyomokat követve rájön, hogy Pierson is halhatatlan, és nem más, mint kutatásának alanya, maga Methos. Ez tökéletes menedéket biztosított neki, mivel még a Figyelők sem keresték. Methos felajánlotta a fejét MacLeodnak, hogy az legyőzhesse Kalast, ám a skót nem fogadta el és csak nagy erőfeszítés árán tudta megölni a kegyetlen halhatatlant évekkel később. Ám a Methos legendát sok ember kihasználta. Egy titokzatos halhatatlan például évszázadokon keresztül járta a világot és az ötezer éves halhatatlan nevében hirdette a halhatatlanoknak, hogy tegyék le a fegyvert és éljenek békében, ám tanítványait ezzel csak a halálba kergette. Végül az ál-Methos is annyira elhitte, hogy a halhatatlanok békében élhetnek, hogy bizonyosságul felajánlotta a fejét William Culbraithnek, egy volt vadnyugati ezredesnek, aki kapva-kapott az alkalmon, és megölte őt. Bosszúból az ál-Methos egyik frissen „megtért” tanítványa, Richie Ryan a fejét vette mestere gyilkosának. Methos (az igazi) MacLeod jó barátja lett, ám a skótnak és barátainak rá kellett döbbennie, hogy Methos nem az a tipikus bölcs öreg halhatatlan, akinek hitték, inkább viselkedik egyszerű emberként, de ha szükség van rá, kész kardot rántani barátai védelmében.

## Fordítás
- Ez a szócikk részben vagy egészben  a   Methos című angol Wikipédia-szócikk fordításán alapul.  Az eredeti cikk szerkesztőit annak laptörténete sorolja fel. Ez a jelzés csupán a megfogalmazás eredetét és a szerzői jogokat jelzi, nem szolgál a cikkben szereplő információk forrásmegjelöléseként.